# Polyamia viridis
Polyamia viridis är en insektsart som beskrevs av Henry Fairfield Osborn 1920. Polyamia viridis ingår i släktet Polyamia och familjen dvärgstritar. Inga underarter finns listade i Catalogue of Life.